# 盐龙大道
盐龙大道为深圳市龙岗区一条城市主干道，区域快速路，由西向东穿过龙城，龙岗，坪地三个街道，全长21.04km。规划还将向南延伸至盐田区盐港东立交，形成盐田到龙岗的快速路。

## 概况
盐龙大道以龙岗新生仙田路为分界，以西至龙翔立交为主线双向六车道，辅道双向四车道的快速路，前身为龙岗北通道，长13.3公里，作为2011年大运会的配套工程于2007年4月4日动工， 2010年7月20日通车；以东至坪地六联路口，为双向八车道的城市主干道，长7.7公里，原为横坪路（坪地段），始建于2004年，2008年12月22日通车。

### 一路两名问题
自龙岗北通道开通以来，各段因为沿用工程时期的名称而出现一路多名的情况，给车主带来很大不便的同时让道路的作用难以发挥。 2012年，深圳市规划和国土资源委员会龙岗管理局回复南方日报的相关报道称，“北通道”、“新横坪公路”均属工程项目名称，非法定标准命名。在《深圳市地名总体规划》中，水官高速至福园立交段（“北通道”与龙平路交叉处）命名为盐龙大道，福园立交（后称龙平立交）以北段命名为龙环大道。龙环大道含所问问题中的“新横坪公路”。然而最后是全部路段改为“盐龙大道”

## 规划
本路规划还将向南延伸至盐田区盐港东立交，与盐坝高速公路，坪盐通道互通。途中还经过园山街道安良等地，并计划与东部过境高速公路互通，形成龙岗往罗湖的又一快速通道。
目前在建盐港东立交已预留位置供日后盐龙大道接入。

## 主要交汇道路

#### 龙翔立交至新生车村
| 地区                                                                                         | 里程 | 类型          | 名称         | 连接                               | 说明                           |
| -------------------------------------------------------------------------------------------- | ---- | ------------- | ------------ | ---------------------------------- | ------------------------------ |
| 深圳市龙岗區                                                                                 |      | 枢纽 · 出入口 | 龙翔立交     | 水官高速 龙翔大道                  | 与龙翔大道不互通               |
| 深圳市龙岗區                                                                                 |      | 隧道          | 大岭鼓隧道   | 大岭鼓隧道                         |                                |
| 深圳市龙岗區                                                                                 |      | 出入口        | 大运中心出口 | 青春路，如意路                     | 大运中心 可经青春路到龙翔大道  |
| 深圳市龙岗區                                                                                 |      | 隧道          | 竹篱晒网隧道 | 竹篱晒网隧道                       |                                |
| 深圳市龙岗區                                                                                 |      | 出入口        | 如意路立交   | 如意路                             | 只进不出                       |
| 深圳市龙岗區                                                                                 |      | 出入口        | 杨岗         | 博深高速公路                       | 只供南向进入                   |
| 深圳市龙岗區                                                                                 |      | 出入口        | 清林路出口   | 清林路                             | 只有坪地方向出口               |
| 深圳市龙岗區                                                                                 |      | 枢纽          | 龙平立交     | 龙平西路                           | 益田大运城邦                   |
| 深圳市龙岗區                                                                                 |      | 出入口        | 回龙路出口   | 回龙路，黄阁路                     | 可往 博深高速公路 官井头收费站 |
| 深圳市龙岗區                                                                                 |      | 出入口        | 回龙埔       | 协同路，协联路，长兴北路           |                                |
| 深圳市龙岗區                                                                                 |      | 出入口        | 五联         | 龙城大道，龙盛路，龙西中路，新生路 | 仅西向                         |
| 深圳市龙岗區                                                                                 |      | 出入口        | 车村         | 仙田路，盐龙大道坪地段             |                                |
| 1.000 英里 = 1.609 千米；1.000 千米 = 0.621 英里 并行路段 • 已关闭／取消 • 限制进入 • 未开放 |      |               |              |                                    |                                |

#### 新生至坪地六联路口
- 香吉路
- 坪地教育路
- 富坪路
- 龙岗大道（坪地六联路口，终点）